# Hypocoela saturnina
Hypocoela saturnina är en fjärilsart som beskrevs av Claude Herbulot 1956. Hypocoela saturnina ingår i släktet Hypocoela och familjen mätare. Inga underarter finns listade i Catalogue of Life.